# Seth Green
Pour les articles homonymes, voir Green.
Seth Green est un acteur, producteur, réalisateur, humoriste et scénariste de films et de comics américain, né le 8 février 1974 à Overbrook Park quartier de Philadelphie (Pennsylvanie, États-Unis).

## Biographie
Seth Green est né le 8 février 1974 à Overbrook Park (Philadelphie).

### Vie privée
Le 1er mai 2010, il épouse sa fiancée de longue date, Clare Grant (en), actrice et ancien mannequin d'Elite.

## Carrière
Il a d'abord fait partie de la distribution d'adolescents héros du téléfilm « Il » est revenu, tiré du roman Ça de Stephen King, dans lequel il incarne Richard 'Richie' Tozier.
Il est surtout connu pour le rôle d'Oz, le petit ami loup-garou de Willow, dans Buffy contre les vampires, rôle qu'il reprend dans Angel.
Au cinéma, il a notamment tenu le rôle de Scott, le fils du cruel Dr Denfer, dans la saga Austin Powers entre 1997 et 2002.
En 2004 , il joue aux côtés de Matthew Lillard et de Dax Shepard dans Jusqu'au cou. Il tient le rôle de Patrick Wisely dans Scooby-Doo 2 : Les monstres se déchaînent où il collabore à nouveau avec Sarah Michelle Gellar et Matthew Lillard .
En 2005, il a co-créé avec Hugh Sterbakov le comics Freshmen publié par Top Cow. Il a joué un patient dans Grey's Anatomy pendant 2 épisodes et créé Robot Chicken.
Le 13 juillet 2009, il a été le manager général temporaire de WWE Raw, émission de catch de la WWE, et a participé au main-event en faisant équipe avec Triple H et John Cena contre The Legacy.
En 2019, il écrit et réalise son premier long métrage intitulé Changeland, comprenant en vedettes Brenda Song et Macaulay Culkin, qui sort le 7 juin 2019 aux États-Unis.

## Filmographie

### Cinéma

#### Longs métrages
- 1984 : L'Hôtel New Hampshire (The Hotel New Hampshire) de Tony Richardson : "Egg" Berry
- 1984 : Billions for Boris d'Alexander Grasshoff : Benjamin « Ape-Face » Andrews
- 1986 : Willy/Milly de Paul Schneider : Malcolm
- 1987 : L'amour ne s'achète pas (Can't Buy Me Love) de Steve Rash : Chuckie Miller
- 1987 : Radio Days de Woody Allen : Joe
- 1988 : Quand les jumelles s'emmêlent (Big Business) de Jim Abrahams : Jason
- 1988 : J'ai épousé une extra-terrestre (My Stepmother Is an Alien) de Richard Benjamin : Fred Glass
- 1990 : Pump Up the Volume d'Allan Moyle : Joey
- 1992 : Agent 00 Kid's (The Double 0 Kid) de Dee McLachlan : Chip
- 1993 : Ticks (Infested) de Tony Randel : Tyler Burns
- 1993 : Arcade d'Albert Pyun : Stilts
- 1993 : Airborne de Rob S. Bowman : Wiley
- 1995 : Notes From Underground de Gary Walkow : Un punk
- 1995 : White Man (White Man's Burden) de Desmond Nakano : Un jeune homme
- 1996 : Par amour pour Gillian (To Gillian on Her 37th Birthday) de Michael Pressman : Danny
- 1997 : Austin Powers (Austin Powers : International Man of Mystery) de Jay Roach : Scott Denfer
- 1998 : Big Party (Can't Hardly Wait) d'Harry Elfont et Deborah Kaplan : Kenny Fisher
- 1998 : Ennemi d'État (Enemy of the State) de Tony Scott : Shelby, le « retraceur » (non crédité au générique)
- 1999 : Austin Powers 2 : L'Espion qui m'a tirée (Austin Powers : The Spy Who Shagged Me) de Jay Roach : Scott Denfer
- 1999 : La Main qui tue (Idle Hands) de Rodman Flender : Mick
- 1999 : Le prix du mensonge (Stonebrook) de Byron W. Thompson : Cornelius
- 2000 : Batman, la relève : Le Retour du Joker (Batman Beyond : The Movie) de Curt Geda : Nelson Nash (voix)
- 2001 : Cash Express (Rat Race) de Jerry Zucker : Duane Cody
- 2001 : Les Hommes de main (Knockaround Guys) de David Levien et Brian Koppelman : Johnny Marbles
- 2001 : Couple de stars (America's Sweethearts) de Joe Roth : Danny Wax
- 2001 : La Trompette magique (The Trumpet of the Swan) de Richard Rich : Boyd (voix)
- 2001 : The Attic Expeditions de Jeremy Kasten : Douglas
- 2002 : Austin Powers dans Goldmember (Austin Powers 3 : Goldmember) de Jay Roach : Scott Denfer
- 2003 : Braquage à l'italienne (The Italian Job) de F. Gary Gray : Lyle Napster
- 2003 : Party Monster de Fenton Bailey et Randy Barbato : James St. James
- 2004 : Scooby-Doo 2 : Les monstres se déchaînent (Scooby-Doo 2 : Monsters Unleashed) de Raja Gosnell : Patrick Wisely
- 2004 : Jusqu'au cou (Without a Paddle) de Steven Brill : Dan Mott
- 2005 : Le Témoin du marié (The Best Man) de Stefan Schwartz : Murray
- 2005 : L'Incroyable Histoire de Stewie Griffin (Stewie Griffin : The Untold Story) de Pete Michels et Peter Shin : Chris Griffin[3] (voix)
- 2008 : Sex Drive de Sean Anders : Ezekiel
- 2009 : Les deux font la père (Old Dogs) de Walt Becker : Ralph White
- 2011 : Milo sur Mars (Mars Needs Moms) de Simon Wells : Milo (voix)
- 2012 : The Story of Luke d'Alonso Mayo : Zack
- 2013 : Sexy Evil Genius de Shawn Piller : Zachary Newman
- 2014 : Les Gardiens de la Galaxie (Guardians of the Galaxy) de James Gunn : Howard the Duck (voix)
- 2014 : Gus de Christian De Vita : Yellowbird (voix américaine)
- 2014 : The Identical de Dustin Marcellino : Dino
- 2015 : Krampus de Michael Dougherty : Lumpy (voix américaine)
- 2017 : Les Gardiens de la Galaxie Vol. 2 (Guardians of the Galaxy Vol. 2) de James Gunn : Howard the Duck (voix)
- 2017 : Lego Batman, le film (The Lego Batman Movie) de Chris McKay : King Kong (voix)
- 2018: Une drôle de fin (A Futile and Stupid Gesture) de David Wain : Christopher Guest
- 2018 : Dear Dictator de Lisa Addario et Joe Syracuse : Dr Charles Seaver
- 2019 : Changeland de lui-même : Brandon
- 2020 : aTypical Wednesday de J. Lee : Patrick
- 2021 : Black Friday de Casey Tebo : Dour Dennis (voix)
- 2022 : Weird : The Al Yankovic Story d'Eric Appel : Le DJ
- 2023 : Les Gardiens de la Galaxie Vol. 3 (Guardians of the Galaxy Vol. 3) de James Gunn : Howard the Duck (voix)

#### Courts métrages
- 1994 : Nunzio's Second Cousin de Tom DeCerchio : Un homophobe
- 2001 : Rock Star 101 de Le'Von Webb : Le'Von
- 2011 : Light Masters de Kelly Rigg : Soros
- 2019 : American Typecast de Dane Cook : Pete

### Télévision

#### Séries télévisées
- 1985 : Les Contes de la nuit noire (Tales From the Darkside) : Timmy
- 1985 : ABC Afterschool Special : Tommy Sanders
- 1986 : Histoires fantastiques (Amazing Stories) : Lance
- 1986 : Spenser : Andy Chandler
- 1988 : Drôle de vie (The Facts of Life) : Adam Brinkerhoff
- 1989 : Free Spirit : Joey
- 1989 : Mr. Belvedere : Louis
- 1990 : Corky, un adolescent pas comme les autres (Life Goes On) : William Butler
- 1990 : « Il » est revenu (Stephen King's It) : Richie Tozier à 12 ans
- 1991 : Good & Evil : David
- 1992 : Les Années coup de cœur (The Wonder Years) : Jimmy Donnelly
- 1992 : Ombre du soir (Evening Shade) : Larry Phipps
- 1993 : Beverly Hills 90210 : Wayne
- 1993 : X-Files : Aux frontières du réel (The X-Files) : Emil (saison 1 épisode 2)
- 1993 : SeaQuest, police des mers (Seaquest DSV) : Mark Wolfman
- 1994 : Code Lisa (Weird Science) : Loubek
- 1994 : The Byrds of Paradise : Harry Byrd
- 1995 : Notre belle famille (Step by Step) : Danny
- 1995 : Something Wilder : Danny
- 1996 : Something So Right : Napoleon
- 1997 : Dingue de toi (Mad About You) : Bobby Rubenfeld
- 1997 : Le Drew Carey Show (The Drew Carey Show) : Un homme
- 1997 : Temporarily Yours : David Silver
- 1997 : Pearl : Bob
- 1997 - 2000 : Buffy contre les vampires (Buffy the Vampire Slayer) : Daniel « Oz » Osbourne
- 1998 : Cybil (Cybill) : Jaybo
- 1999 : Angel : Daniel « Oz » Osbourne
- 2000 : Tucker : Lui-même
- 2000 - 2005 : MADtv : Brightling
- 2002 : Greg the Bunny : Jimmy / Jimmy Bender
- 2003 - 2004 : That '70s Show : Mitch Miller
- 2004 : 1, rue Sésame (Sesame Street) : Vinny
- 2004 : Married to the Kellys : Dr Jim Coglan
- 2005 : Will et Grace (Will & Grace) : Randall
- 2006 : Ned ou Comment survivre aux études (Ned's Declassified School Survival Guide) : Le chien (voix)
- 2006 : Four Kings : Barry
- 2006 - 2008 : Entourage : Lui-même
- 2007 : Grey's Anatomy : Nick Hanscom
- 2008 : Earl (My Name Is Earl) : Buddy Zaks
- 2008 : Heroes : Sam
- 2008 : Reno 911, n'appelez pas ! (Reno 911) : Rick
- 2010 : Warren the Ape : Lui-même
- 2012 : How I Met Your Mother : Daryl LaCorte
- 2012 : Franklin and Bash : Jango
- 2012 : Delete : Lucifer
- 2012 - 2013 : Holliston : Gustavo
- 2013 : Men at Work : Un sans-abri
- 2013 : Husbands : Un officier
- 2013 - 2014 : Dads : Eli Sachs
- 2014 : Saber : L'électricien
- 2015 : Community : Scrunch
- 2015 : Con Man : Casey Wingwall
- 2016 : Broad City : Jared
- 2016 : Mary + Jane : Toby
- 2017 : Crazy Ex-Girlfriend : Patrick
- 2018 : Bobcat Goldthwait's Misfits & Monsters : Noble Bartell
- 2020 : The Rookie : Le Flic de Los Angeles (The Rookie) : Jordan Neil
- 2021 : Punky Brewster : Evan
- 2022 : Stargirl : Thunderbolt (voix)
- 2024 : That '90s Show : Mitch Miller

#### Séries d'animations
- 1992 : Batman (Batman : The Animated Series) : Le magicien (voix)
- 1999 - 2000 : La double vie d'Eddie Mac Dowd (100 Deeds for Eddie McDowd) : Eddie McDowd (voix)
- 1999 - 2001 : Batman, la relève (Batman Beyond) : Nelson Nash (voix)
- depuis 1999 : Les Griffin (Family Guy) : Chris Griffin / Neil Goldman (voix)
- 2003 : Aqua Teen Hunger Force : Lui-même (voix)
- 2004 / 2007 : Crank Yankers : Russell (voix)
- 2005 - 2022 : Robot Chicken : Plusieurs voix (voix) - également producteur et réalisateur
- 2005 - 2009 : American Dad! : Etan Cohen (voix)
- 2008 - 2009 : Seth MacFarlane's Cavalcade of Cartoon Comedy : Muhammad Ali / Albert (voix)
- 2009 : The Venture Bros. : Lance Hale (voix)
- 2009 : Titan Maximum : Lieutenant Gibbs (voix)
- 2009 - 2010 : Star Wars: The Clone Wars : Todo 360 / Ion Papanoida (voix)
- 2009 - 2010 / 2013 : The Cleveland Show : Chris Griffin (voix)
- 2011 - 2013 : Mad : Captain America / Jacob Black / Redcoat / Gordon Ramsay et voix additionnelles (voix)
- 2012 - 2014 : Phinéas et Ferb (Phineas and Ferb) : Monty Monogram (voix)
- 2013 - 2015 : Hulk et les Agents du SMASH (Hulk and the Agents of S.M.A.S.H.) : Rick Jones / A-Bomb / Rocket Raccoon (voix)
- 2014 - 2017 : Les Tortues Ninja (Teenage Mutant Ninja Turtles) : Leonardo / Maximus Kong / Capitaine Reptile / Sir George / Un alien (voix)
- 2015 - 2016 : SuperMansion : Cliff / Le rabbin (voix)
- 2016 : Ultimate Spider-Man : Rick Jones / Howard the Duck (voix)
- 2016 : Bienvenue chez les Loud (The Loud House) : Loki Loud (voix)
- 2017 : Star Wars Rebels : Capitaine Seevor[4] (voix)
- 2017 / 2022 : Les Simpson (The Simpsons) : Le geek / Mav Redfield (voix)
- 2018 - 2019 : Les Gardiens de la Galaxie (Marvel's Guardians of the Galaxy) : Howard the Duck (voix)
- 2020 - 2021 : Crossing Swords : Blinkerquartz (voix)
- 2021-2024 : Star Wars: The Bad Batch : Todo 360 (voix)
- 2021 - 2023 : What If... ? : Howard the Duck (voix)
- 2022 : Love, Death and Robots : Soldat Folen (voix)
- 2022 : Alabama Jackson : Woodrow Wilson (voix)

### Jeux vidéo
- 2007 : Mass Effect : Jeff « Joker » Moreau (voix)
- 2010 : Mass Effect 2 : Jeff « Joker » Moreau (voix)
- 2012 : Mass Effect 3 : Jeff « Joker » Moreau (voix)
- 2012 : Family Guy: Back to the Multiverse : Chris Griffin (voix)
- 2014 : Family Guy: The Quest for Stuff : Chris Griffin (voix)
- 2016 : Call of Duty: Infinite Warfare : Poindexter (voix)

### Clips
- 2001 : Spiderbait : Black Betty
- 2006 : Weird Al Yankovic : White and Nerdy
- 2007 : Fall Out Boy : This Ain't a Scene, It’s an Arms Race
- 2010 : Team Unicorn : Geek and Gamer Girls Sons des
- 2013 : Rachel Bloom : Jazz Fever

## Distinctions

### Récompenses
- 1989 : Young Artist Awards du meilleur jeune acteur dans une série télévisée dramatique pour Drôle de vie (The Facts of Life) (1988).
- 1991 : Young Artist Awards de la meilleure distribution dans un téléfilm pour « Il » est revenu (Stephen King's It) (1988) partagé avec Jonathan Brandis, Brandon Crane, Emily Perkins, Ben Heller, Marlon Taylor ET Adam Faraizl.
- 2008 : Annie Awards du meilleur réalisateur dans un programme d'animation pour Robot Chicken: Star Wars (2007).
- 2009 : Annie Awards du meilleur scénario dans un programme d'animation pour Robot Chicken: Star Wars Episode II (2008) partagé avec Tom Root, Douglas Goldstein, Hugh Davidson, Mike FasoloDan Milano et Matthew Senreich.
- 62e cérémonie des Primetime Emmy Awards 2010 : Meilleur programme d'animation - Moins d'une heure pour Robot Chicken (2005-2022) partagé avec Matthew Senreich, Keith Crofford, Mike Lazzo, Alexander Bulkley (en), Corey Campodonico, Ollie Green, Douglas Goldstein, Tom Root, Hugh Davidson, Mike Fasolo, Kevin Shinick, Zeb Wells, Chris McKay et Ethan Marak.
- 2011 : Annie Awards du meilleur scénario dans un programme d'animation pour Robot Chicken: Star Wars Episode III (2010) partagé avec Geoff Johns, Zeb Wells, Matthew Ireland Beans, Breckin Meyer, Hugh Sterbakov, Matthew Senreich, Mike Fasolo, Hugh Davidson, Kevin Shinick, Douglas Goldstein, Dan Milano et Tom Root.
- 2013 : BTVA People's Choice Voice Acting Awards de la meilleure performance vocale pour l'ensemble de la distribution dans un jeu vidéo pour Mass Effect 3 (2012) partagé avec Jennifer Hale, Mark Meer, Keith David, Ali Hillis, Yvonne Strahovski, D.C. Douglas, Steve Blum, Ash Sroka, Martin Sheen, Freddie Prinze Jr., Alix Wilton Regan, Brandon Keener, Raphael Sbarge ET Kimberly Brooks.
- 68e cérémonie des Primetime Emmy Awards 2016 : Meilleur programme d'animation - Moins d'une heure pour Robot Chicken (2005-2022) partagé avec Matthew Senreich, John Harvatine IV, Eric Towner, Tom Root, Douglas Goldstein, Keith Crofford, Mike Lazzo, Ollie Green, Mike Fasolo, Shelby Fero, Joel Hurwitz, Tom Sheppard, Alex Kamer et Janet Dimon.
- 2017 : BTVA Television Voice Acting Awards de la meilleure performance vocale pour l'ensemble de la distribution dans une série télévisée d'animation pour Les Tortues Ninja (Teenage Mutant Ninja Turtles) (2014-2017) partagé avec Rob Paulsen, Sean Astin, Greg Cipes, Hoon Lee, Mae Whitman, Kevin Michael Richardson · Josh Peck, David Tennant, Eric Bauza, Clancy Brown, Michael Dorn, Fred Tatasciore, J.B. Smoove ET Phil LaMarr.
- 70e cérémonie des Primetime Emmy Awards 2018 : Meilleur programme d'animation - Moins d'une heure pour Robot Chicken (2005-2022) partagé avec Matthew Senreich, John Harvatine IV, Eric Towner, Tom Root, Douglas Goldstein, Keith Crofford, Mike Lazzo, Margaret M. Dean, Ollie Green, Nick Cron-DeVico, Deirdre Devlin, Mike Fasolo, Tesha Kondrat, Tom Sheppard, Alex Kamer, Scott DaRos et Matt Sheldon.
- 2023 : International Independent Film Awards du meilleur acteur dans un second rôle dans une comédie d'horreur pour Hanky Panky (en) (2023).
- Film Invasion L.A. 2024 : Lauréat du Grand Prix du Jury de la meilleure distribution dans une comédie d'horreur pour Hanky Panky (2023) partagé avec Nick Roth, Jacob DeMonte-Finn, Ashley Holliday Tavares, Anthony Rutowicz, Clare Grant, Azure Parsons, Lindsey Haun, Toby Bryan ET Christina Laskay.
- 2024 : Five Continents International Film Festival de la meilleure distribution dans une comédie d'horreur pour Hanky Panky (2023) partagé avec Jacob DeMonte-Finn, Ashley Holliday Tavares, Christina Laskay, Anthony Rutowicz, Clare Grant, Toby Bryan, Azure Parsons, Nick Roth, Lindsey Haun ET Nick Risher.
- 2024 : Golden State Film Festival du meilleur acteur dans un second rôle dans une comédie d'horreur pour Hanky Panky (2023).
- 2024 : Kraken International Film Festival du meilleur acteur dans une comédie d'horreur pour Hanky Panky (2023).

### Nominations
- 1991 : Young Artist Awards du meilleur jeune acteur dans une série télévisée comique pour  Good & Evil (1991).
- 2000 : Teen Choice Awards du meilleur acteur dans une série télévisée dramatique pour Buffy contre les vampires (Buffy the Vampire Slayer) (1997-2000) pour le rôle d'Daniel « Oz » Osbourne.
- 2002 : Teen Choice Awards du meilleur acteur dans une série télévisée comtique pour  Greg the Bunny (2002).
- 2005 : Teen Choice Awards de la meilleure scène de dansr dans une comédie dramatique pour Be Cool (2005).
- Primetime Emmy Awards 2007 : Meilleur programme d'animation - Moins d'une heure pour Robot Chicken (2005-2022) partagé avec Matthew Senreich, Keith Crofford, Mike Lazzo, Corey Campodonico, Alexander Bulkley (en), Tom Root, Douglas Goldstein, Hugh Davidson, Jordan Allen-Dutton, Mike Fasolo, Dan Milano et Erik Weiner.
- 60e cérémonie des Primetime Emmy Awards Emmy Awards 2008 : Meilleur programme d'animation - Moins d'une heure pour Robot Chicken: Star Wars (2007) partagé avec Matthew Senreich, Mike Lazzo, Keith Crofford, Corey Campodonico, Alexander Bulkley (en), Douglas Goldstein, Tom Root, Jordan Allen-Dutton, Mike Fasolo, Charles Horn, Breckin Meyer, Hugh Sterbakov, Erik Weiner et Mark Caballero.
- 61e cérémonie des Primetime Emmy Awards Emmy Awards 2009 : Meilleur doublage dans un programme d'animation pour Robot Chicken: Star Wars Episode II (2008) partagé avec Matthew Senreich, Keith Crofford, Mike Lazzo, Alexander Bulkley, Corey Campodonico, Ollie Green, Douglas Goldstein, Tom Root, Hugh Davidson, Mike Fasolo, Breckin Meyer, Dan Milano, Kevin Shinick, Zeb Wells, Ethan Marak.
- 61e cérémonie des Primetime Emmy Awards Emmy Awards 2009 :  Meilleur programme d'animation - Moins d'une heure pour Robot Chicken: Star Wars Episode II partagé avec Matthew Senreich, Keith Crofford, Mike Lazzo, Alexander Bulkley (en), Corey Campodonico, Ollie Green, Douglas Goldstein, Tom Root, Hugh Davidson, Mike Fasolo, Breckin Meyer, Dan Milano, Kevin Shinick, Zeb Wells et Ethan Marak
- 62e cérémonie des Primetime Emmy Awards Emmy Awards 2010 : Meilleur doublage pour Robot Chicken (2005-2022).
- 63e cérémonie des Primetime Emmy Awards Emmy Awards 2011 : Meilleur programme d'animation - Moins d'une heure pour Robot Chicken (2005-2022).
- 63e cérémonie des Primetime Emmy Awards Emmy Awards 2011 : Meilleur programme d'animation - Moins d'une heure pour Robot Chicken: Star Wars III (2011) partagé avec Matthew Senreich, Keith Crofford, Mike Lazzo, Tom Root, Douglas Goldstein, Alexander Bulkley (en), Corey Campodonico, Ollie Green, Matthew Ireland Beans, Hugh Davidson, Dan Milano, Mike Fasolo, Geoff Johns, Hugh Sterbakov, Breckin Meyer, Kevin Shinick, Zeb Wells, Chris McKay et Savelen Forrest.
- 63e cérémonie des Primetime Emmy Awards Emmy Awards 2011 : Meilleur doublage pour Robot Chicken (2005-2022).
- 64e cérémonie des Primetime Emmy Awards Emmy Awards 2012 : Meilleur programme d'animation - Moins d'une heure pour Robot Chicken (2005-2022) partagé avec Matthew Senreich, Keith Crofford, Mike Lazzo, Douglas Goldstein, Tom Root, Alexander Bulkley, Corey Campodonico, Ollie Green, Jordan Allen-Dutton, Matthew Ireland Beans, Mike Fasolo, Zeb Wells, Erik Weiner, Chris McKay et Savelen Forrest.
- 65e cérémonie des Primetime Emmy Awards Emmy Awards 2013 : Meilleur programme d'animation - Moins d'une heure pour Robot Chicken (2005-2022) partagé avec Matthew Senreich, John Harvatine IV, Eric Towner, Tom Root, Douglas Goldstein, Keith Crofford, Mike Lazzo, Janet Dimon, Ollie Green, Matthew Ireland Beans, Mike Fasolo, Mehar Sethi et Zeb Wells.
- 65e cérémonie des Primetime Emmy Awards Emmy Awards 2013 : Meilleur doublage pour Robot Chicken: DC Comics Special (2012).
- 66e cérémonie des Primetime Emmy Awards Emmy Awards 2014 : Meilleur doublage pour Robot Chicken DC Comics Special II: Villains in Paradise (2013).
- 63e cérémonie des Primetime Emmy Awards Emmy Awards 2014 : Meilleur programme d'animation - Moins d'une heure pour Robot Chicken (2005-2022) partagé avec Matthew Senreich, John Harvatine IV, Eric Towner, Tom Root, Douglas Goldstein, Keith Crofford, Mike Lazzo, Janet Dimon, Ollie Green, Matthew Ireland Beans, Mike Fasolo, Rachel Bloom, Brendan Hay, Zeb Wells et Alex Kamer.
- 2015 : Annie Awards de meilleur doublage dans un programme d'animation pour Robot Chicken (2005-2022).
- 67e cérémonie des Primetime Emmy Awards Emmy Awards 2015 : Meilleur programme d'animation - Moins d'une heure pour Robot Chicken (2005-2022).
- 67e cérémonie des Primetime Emmy Awards Emmy Awards 2015 : Meilleur doublage pour Robot Chicken (2005-2022).
- 71e cérémonie des Primetime Emmy Awards Emmy Awards 2019 : Meilleur programme d'animation - Moins d'une heure pour Robot Chicken (2005-2022) partagé avec Matthew Senreich, John Harvatine IV, Eric Towner, Keith Crofford, Mike Lazzo, Tom Root, Douglas Goldstein, Margaret M. Dean, Ollie Green, Mike Fasolo, Kiel Kennedy, Michael Poisson, Ellory Smith, Tom Sheppard, Alex Kamer, Scott DaRos et Matt Sheldon.
- 72e cérémonie des Primetime Emmy Awards Emmy Awards 2020 : Meilleur programme d'animation - Moins d'une heure pour Robot Chicken (2005-2022) partagé avec Matthew Senreich, Tom Root, Douglas Goldstein, Keith Crofford, Mike Lazzo, Eric Towner, John Harvatine IV, Tom Sheppard, Ollie Green, Whitney Loveall, Deirdre Devlin, Mike Fasolo, Jamie Loftus, Harmony McElligott, Breckin Meyer, Michael Poisson et Alex Kamer.
- 73e cérémonie des Primetime Emmy Awards Emmy Awards 2021 : Meilleur programme d'animation - Moins d'une heure pour Robot Chicken (2005-2022) partagé avec  Matthew Senreich, John Harvatine IV, Eric Towner, Tom Root, Douglas Goldstein, Keith Crofford, Mike Lazzo, Tom Sheppard, Whitney Loveall, Ollie Green, Mike Fasolo, Jared Gruszecki, Harmony McElligott, Michael Poisson, Ellory Smith et Alex Kamer.
- 74e cérémonie des Primetime Emmy Awards Emmy Awards 2022 : Meilleur programme d'animation - Moins d'une heure pour Robot Chicken (2005-2022) partagé avec  Matthew Senreich, Tom Root, Douglas Goldstein, Eric Towner, John Harvatine IV, Keith Crofford, Walter Newman, Tom Sheppard, Kate Crandall, Laura Pepper, Maggie Cannan, Mike Fasolo, Michael Poisson, Ellory Smith, Cody Ziglar, Christopher Calvi, Kurt Firla et Ollie Green.

## Voix françaises
En France, Sébastien Desjours et Franck Capillery, sont les voix françaises régulières en alternance de Seth Green. Pierre Tessier l'a également doublé à quatre reprises, tandis que Alexandre Gillet, Christophe Lemoine, Luc Boulad et Thierry Ragueneau l'ont également doublés à 2 occasions chacun.
Au Québec, Sylvain Hétu est la voix québécoise régulière de l'acteur. Hugolin Chevrette-Landesque l'a doublé à cinq reprises.